# Josef Joffe

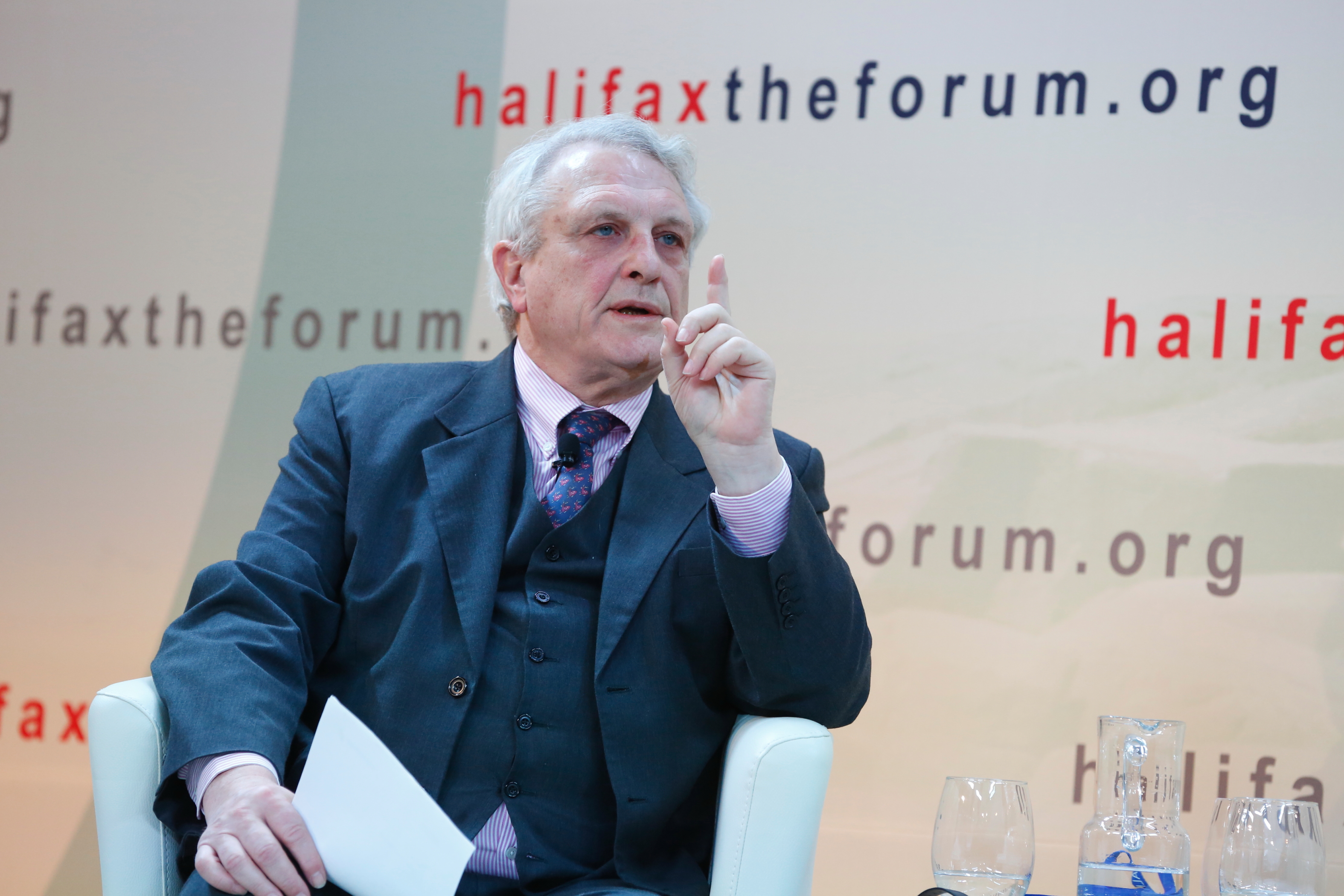
Josef Joffe (2012)

Josef Joffe (eigentl. Josef Joffé; * 15. März 1944 in Łódź/Polen, damals Litzmannstadt) ist ein deutscher Publizist, Kolumnist, Dozent und Übersetzer. Er war von April 2000 bis März 2023 Mitherausgeber der deutschen Wochenzeitung Die Zeit. Ab Mai 2022 ließ er wegen eines Interessenskonflikts über die Berichterstattung zu Max M. Warburg Jr. sein Amt als Zeit-Herausgeber ruhen, schreibt aber weiterhin Kommentare und Artikel.

## Leben

### Jugend und Studium
Josef Joffe wurde während der deutschen Besetzung in einem Bunker in der polnischen Stadt Łódź geboren, in dem sich seine Eltern, der Kaufmann Fajfusz Joffé und seine Frau Bluma, geb. Gluk, versteckt hatten. Seine Eltern waren Juweliere jüdischen Glaubens und zogen nach Kriegsende in das von den Briten besetzte Berlin-Charlottenburg, wo sie ein Fachgeschäft für Uhren und Edelmetallankauf betrieben. Joffe besuchte in West-Berlin die Schule und studierte anschließend in den USA, wo er 1967 den M.A. in International Studies an der School of Advanced International Studies der Johns Hopkins University und 1975 den Ph.D. in Politologie an der Harvard University erlangte.

### Journalismus
Seine journalistische Karriere begann Joffe 1976 bei der Wochenzeitung Die Zeit, erst als politischer Redakteur, dann als Chef des Ressorts Dossier. Von 1985 bis 2000 war Joffe Leiter des Ressorts Außenpolitik bei der Süddeutschen Zeitung. Im April 2000 wurde er neben Helmut Schmidt Herausgeber der Zeit, während Theo Sommer die Aufgabe des „Editor at large“ übernahm. Im Januar 2001 wurde Michael Naumann ebenfalls Zeit-Herausgeber. Von 2001 bis 2004 war Joffe gemeinsam mit Naumann auch Chefredakteur der Zeitung.
Im Ausland sind seine Aufsätze und Artikel in namhaften Medien erschienen: dem New York Review of Books, dem New York Times Book Review, dem Times Literary Supplement, in Commentary, im New York Times Magazine, in der New Republic, dem Weekly Standard, in Prospect (London) und Commentaire (Paris). Er ist regelmäßig Autor im Wall Street Journal, der New York Times und der Washington Post, in Time und Newsweek.
Eine starre Zuordnung zu bestimmten Gruppen versucht Joffe nach eigener Aussage zu vermeiden. Er finde „Ideen interessanter als Identitäten“. Mit der Redaktionsleitung der Zeitdossiers und in seiner späteren Position als Herausgeber war Joffe lange nicht auf ein bestimmtes Themenfeld festgelegt. Ein Schwerpunkt seiner Artikel, Bücher und Forschungstätigkeit liegt aber auf außenpolitischen Themen und der internationalen Stellung der Bundesrepublik und Europas im Verhältnis zu den USA und Israel. Die Bandbreite seiner Arbeiten zeigt u. a. seine Beteiligung, zusammen mit seiner Frau, an der Übersetzung von Art Spiegelmans Comic Maus – Die Geschichte eines Überlebenden ins Deutsche. In der Zeit-Beilage veröffentlicht er auch Automobilkolumnen.
Joffe galt bei Beginn des Irak-Krieges als Befürworter der US-amerikanischen Politik und Kritiker der Position der deutschen Bundesregierung. Angesichts möglicher Bedrohungen durch den Iran hat er diese Position mittlerweile geändert und hält den Irakkrieg für einen strategischen Fehler speziell der US-Amerikaner. Nach der völkerrechtswidrigen Annexion der Krim durch Russland 2014 bezeichnete er Kritiker der amerikanischen Außenpolitik als „Russlandversteher“ und warf ihnen Verharmlosung, Zweckoptimismus und Hilflosigkeit vor.
Sein Mandat als Herausgeber der ZEIT ruhte seit Mai 2022. Laut Recherchen des Spiegels hat Joffe im Januar 2017 den mit ihm befreundeten Bankier Max Warburg vor Recherchen der eigenen Zeitung gewarnt. Joffe wies Kritik seines Freundes Max Warburg an investigativer Cum-Ex-Berichterstattung in Die Zeit zurück und betonte, er habe sich um „Schadensbegrenzung“ für Warburg bemüht. „Ich habe Dich gewarnt, was in der Pipeline steckte“, so Joffe wörtlich. Seiner „Intervention“ sei es zu verdanken gewesen, dass der Artikel »geschoben wurde und die Bank die Gelegenheit erhielt, Widerrede zu leisten«. Joffe erinnerte zudem daran, dass er den Banker „angefleht“ habe, wegen der Vorwürfe „eine exzellente PR-Agentur“ zu engagieren, da es um Dinge ging, „die seinerzeit legal waren“. Im Interview mit der Welt weist er die Vorwürfe von sich und erklärt, mit dem Brief habe er »eine vierzig Jahre alte Freundschaft zu retten versucht[e]«. Die ruhende Herausgeberfunktion lief bis März 2023, solange erhielt er Bezüge und Büro nach eigenen Angaben weiter. Als Autor ist er weiterhin für Zeit Online tätig.

### Mitgliedschaften

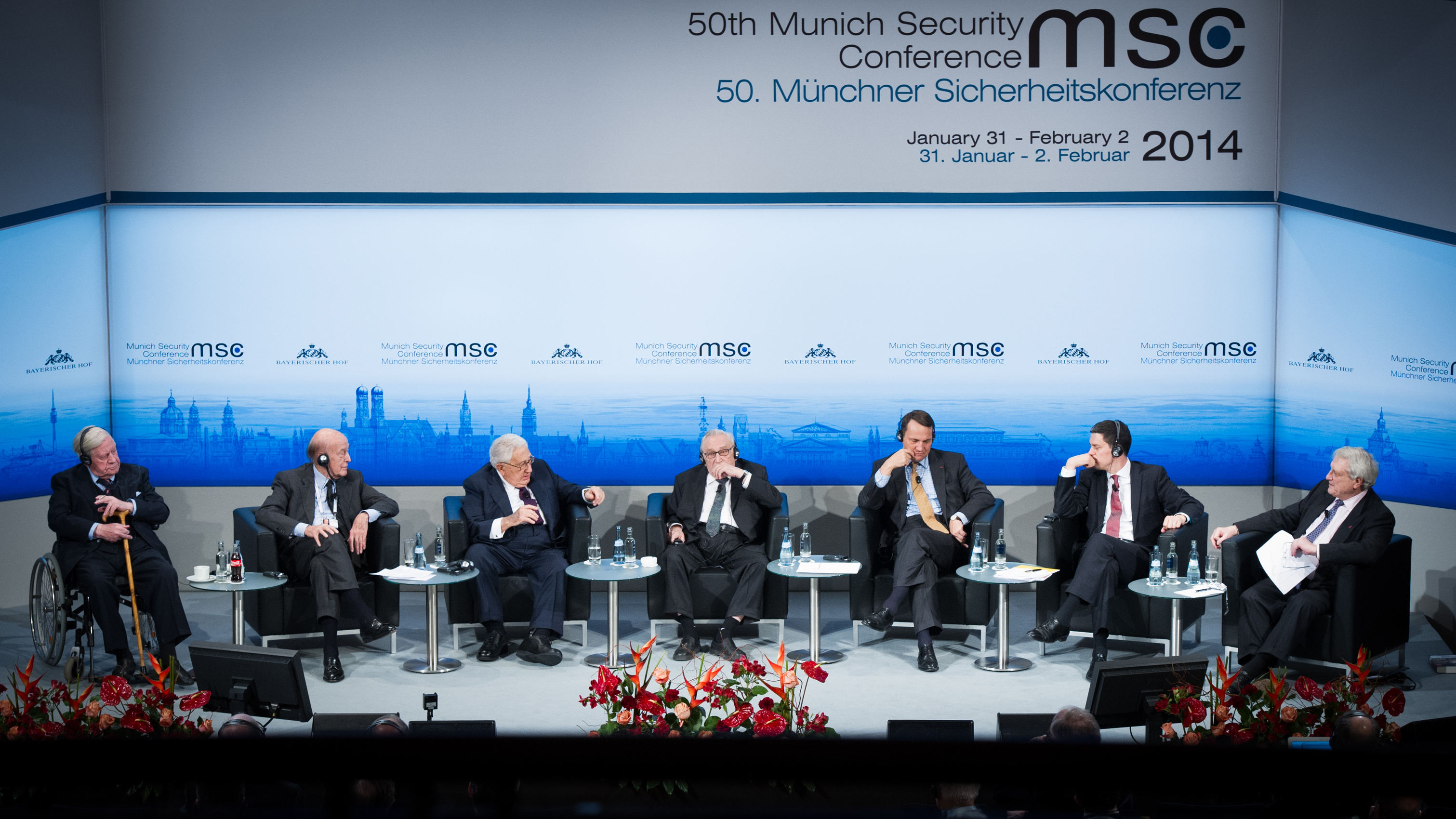
Josef Joffe auf der Münchner Sicherheitskonferenz 2014 (1. von re.)

Joffe war und ist in zahlreichen Organisationen, Kuratorien und Gremien engagiert, so beim Deutschen Museum in München, dem Aspen Institute Berlin, der Jacobs University Bremen, der Atlantik-Brücke (bis 2008) der Hoover Institution und der American Academy in Berlin. Als Vertreter einer Wiederherstellung des traditionsreichen deutschen Reformjudentums engagiert er sich unter anderem als Kuratoriumsvorsitzender des nach Abraham Geiger benannten Rabbinerseminars. Er ist auch Mitglied im Verwaltungsrat des Leo Baeck Instituts New York, bei der Ben-Gurion-Universität im Negev sowie des Jugendbildungswerks Humanity in Action in Berlin. Er ist Beirat der Hypovereinsbank, der Goldman Sachs Foundation, Mitglied der Trilateralen Kommission, dem International Institute for Strategic Studies und der Münchner Sicherheitskonferenz. Er ist Beirat des Aspen Institut, Autor und im Vorstand im American Institute for Contemporary German Studies.
Er ist zudem Mitglied in den folgenden Redaktionsbeiräten: „International Security“ (Harvard/MIT), „The American Interest“ (Washington), „Prospect“ (London) und „Internationale Politik“ (Berlin).
Die Mitgliedschaft in einigen der genannten Institutionen wurde von Joffe 2014 bestritten. Joffe wurde in der ZDF-Kabarett-Sendung Die Anstalt vom 29. April 2014 in diesem Zusammenhang Vernetzung mit Thinktanks und politischen Kreisen vorgeworfen. Dieser bezeichnete die der Sendung zugrunde liegende Untersuchung von Uwe Krüger als „keine gute Wissenschaft“ und erwirkte beim Landgericht Hamburg eine einstweilige Verfügung, wonach das ZDF nicht mehr behaupten dürfe, er sei Mitglied, Beirat oder Vorstand von acht Organisationen; die Verfügung wurde wieder aufgehoben. Im Hauptsacheverfahren im November 2014 wurde Joffes Klage wegen des satirischen Charakters der Sendung abgewiesen. Das Hanseatische Oberlandesgericht in Hamburg hob dieses Urteil auf Joffes Berufung hin im September 2015 auf. Am 10. Januar 2017 folgte der Bundesgerichtshof jedoch der Auffassung der Erstinstanz, dass die satirische Darstellung eines Sachverhalts auch Ungenauigkeiten enthalten dürfe, und wies Joffes Klage letztinstanzlich ab.

### Lehrtätigkeit
Als Dozent für internationale Politik lehrte Joffe in München, an der Johns-Hopkins-Universität, in Harvard sowie in Stanford.

### Privates
Joffe lebt in Hamburg, ist mit der Journalistin Christine Brinck verheiratet und hat zwei Töchter.

## Auszeichnungen
- 1983: Theodor-Wolff-Preis
- 1996: Verdienstkreuz 1. Klasse der Bundesrepublik Deutschland
- 1998: Ludwig-Börne-Preis
- 2012: Ludwig-Erhard-Preis für Wirtschaftspublizistik

## Bücher
- Friede ohne Waffen? Der Streit um die Nachrüstung. Heyne, München 1981, ISBN 3-453-01524-X.
- Das waren die Achtziger Jahre. Rückblick auf ein Jahrzehnt, das uns bevorsteht. Rowohlt, Reinbek 1982, ISBN 3-499-14887-0 (zusammen mit Michael Naumann u. a.)
- Eroding Empire. Western relations with Eastern Europe. The Brookings Institution, Washington, D.C. 1987, ISBN 0-8157-3213-9.
- The Limited Partnership. Europe, the United States, and the burdens of alliance. Ballinger, Cambridge, Mass. 1987, ISBN 0-88730-216-5.
- A Century's Journey. How the great powers shape the world. Basic Books, New York 1999, ISBN 0-465-05475-7 (zusammen mit Robert A. Pastor u. a.).
- Die Hypermacht. Warum die USA die Welt beherrschen. Hanser, München 2006, ISBN 3-446-20744-9.
- Schöner denken. Wie man politisch unkorrekt ist. Piper, München 2007, ISBN 3-492-05016-6 (zusammen mit Dirk Maxeiner, Michael Miersch, Henryk M. Broder).
- Hypermacht und Friedensmacht: Die Zukunft der europäisch-amerikanischen Beziehungen. Robert-Bosch-Stiftung, Stuttgart 2008, ISBN 978-3-939574-07-1.
- Mach dich nicht so klein, du bist nicht so groß. Der jüdische Humor als Weisheit, Witz und Waffe. Siedler Verlag, 2015.

## Übersetzungen
- Art Spiegelman: Maus – Die Geschichte eines Überlebenden. Übersetzung Christine Brinck, Josef Joffe. Rowohlt, Reinbek
  - Bd. 1. Mein Vater kotzt Geschichte aus, 1989; ISBN 3-498-06233-6. 5. Aufl. 2005 ISBN 3-499-22461-5
  - Bd. 2. Und hier begann mein Unglück, 1992; ISBN 3-498-06260-3. 4. Aufl. 2005 ISBN 3-499-22462-3